# Jakub Solnický
Jakub Solnický, né le 16 décembre 1994 à Opava, est un joueur professionnel de squash représentant la République tchèque. Il atteint, en janvier 2022, la 86e place mondiale sur le circuit international, son meilleur classement. Il est champion de République tchèque en 2022, 2023 et 2024.

## Palmarès

### Titres
- Championnats de République tchèque : 3 titres (2022[2], 2023[3], 2024[4])

### Finales
- Championnats de République tchèque : 2 finales (2017, 2019)